# Bálint Imre (közgazdász)
Jékei Bálint Imre, 1892-ig Bleyer (Budapest, 1873. február 20. – Budapest, 1943. június 24.) magyar közgazdász, író, újságíró. Bálint Rezső neurológus és Bálint Zoltán építész testvére.

## Élete
Bleyer József gabonakereskedő és Politzer Júlia (1844–1921) gyermekeként született izraelita családban, de később kitért és felvette a római katolikus vallást. Pályafutását újságíróként kezdte, s a Budapesti Hírlap közgazdasági rovatát vezette. A közgazdasági szakirodalom terén jelentős munkásságot fejtett ki. 1896-ban a Magyar Gazdaszövetség megbízásából szerkesztette a szövetség hivatalos közlönyét. Amikor 1900-ban a kereskedelmi minisztérium kereskedelmi attaséi állásokat szervezett, Konstantinápolyba őt nevezték ki. Miután visszatért Budapestre, a Magyar Királyi Kereskedelmi Múzeum aligazgatója, majd 1911-től a Kereskedelemügyi minisztérium osztályvezetője lett.
A Farkasréti temetőben helyezték örökbe nyugalomra.

## Magánélete
Felesége báró Kürschner Franciska volt, akivel 1904. december 11-én Brünnben kötött házasságot. Fia jékei Bálint János volt.

## Főbb művei
- Megjegyzések a biztosítási törvénytervezetre (1895)
- Aukciók és vásárok (1895)
- Vám- és kereskedelmi szövetségünk Ausztriával (1896)
- Valuta, bimetallizmus (1896)
- Kereskedelmi szerződéseink megújítása (1898)
- Gazdasági politikánk múltja és jövője (1898)
- Zálogleveleinkről (1899)
- Kivitelünk Törökországba (1905)
- Keleti képek (1908)
- Kiviteli áruk csomagolása (1910)

## Kitüntetései
- Ferenc József-rend tisztikereszt
- Corona d'Italia Komtur-kereszt
- Medjidie-rend II. osztály csillaggal[11]